# Hans Lamer
Hans Lamer (vollständiger Name Max Friedrich Johannes Lamer, * 27. April 1873 in Leipzig; † 20. Oktober 1939 ebenda) war ein deutscher Klassischer Philologe und Gymnasiallehrer, der von 1900 bis 1931 am König-Albert-Gymnasium in Leipzig unterrichtete.

## Leben
Hans Lamer, der Sohn des Kaufmanns Carl Friedrich Lamer († 1876) und der Johanne Christiane geb. Dietze, besuchte von 1883 bis 1892 die Nikolaischule in Leipzig, wo ihn vor allem sein Lehrer Richard Meister prägte. Auf dessen Anregung studierte Lamer ab dem Sommersemester 1892 an der Universität Leipzig Klassische Philologie und Archäologie. Im Oktober 1896 wurde er mit einer von Otto Ribbeck betreuten Dissertation über die griechische chorjambische Dichtung zum Dr. phil. promoviert. Nach der Staatsprüfung für das höhere Lehramt am 8. November 1897 absolvierte er vom 1. Januar bis 31. Dezember 1898 das Probejahr an der Thomasschule zu Leipzig und ging zu Ostern 1899 als Vikar (Hilfslehrer) an das Realgymnasium zu Leipzig. Im Nebenamt war er vom November 1897 bis Ostern 1900 Assistent am Archäologischen Institut der Universität Leipzig.
Zu Ostern 1900 wechselte Lamer an das König-Albert-Gymnasium, wo er Ostern 1902 zum Oberlehrer befördert wurde und seine gesamte weitere Laufbahn verbrachte. In den Schulferien unternahm er (bis 1916 und dann wieder ab 1924) regelmäßig Bildungs- und Forschungsreisen, die ihn sowohl an die römischen Fundorte im Deutschen Reich führten als auch nach Italien, Sizilien, Griechenland, in die Türkei (nach Istanbul), Zypern, Syrien (nach Palmyra) und Libyen (nach Leptis Magna). 1923 wurde er zum Direktor des König-Albert-Gymnasiums ernannt. 1931 trat er aus gesundheitlichen Gründen vorzeitig in den Ruhestand. Er war langjähriges Mitglied des Deutschen Gymnasialvereins (1919–1936 Schatzmeister), zu dessen Zeitschrift Gymnasium er zahlreiche Aufsätze, Reise- und Literaturberichte beisteuerte. Er war außerdem korrespondierendes Mitglied des Deutschen Archäologischen Instituts und Mitglied des Comitato permanente per l’Etruria. Er starb am 20. Oktober 1939 nach langer Krankheit. Seine Urne wurde im Erbbegräbnis Zierow in der IX. Abteilung des Neuen Johannisfriedhofs beigesetzt, von dort 1961 auf den Südfriedhof, XII. Abteilung, Rab. 96, überführt.

## Wissenschaftliches und schriftstellerisches Werk
Lamer beschäftigte sich mit den verschiedensten Bereichen der Altertumswissenschaft, vor allem mit der Kulturgeschichte und Mythologie. Er veröffentlichte, oft zusammen mit Fachkollegen, verschiedene Sachbücher zur Antike, unter denen besonders das Wörterbuch der Antike mit Berücksichtigung ihres Fortwirkens (zusammen mit Ernst Bux und Wilhelm Schöne) herausragt: Erstmals 1933 erschienen, wurde es mehrmals überarbeitet und erlebte 1995 die zehnte Auflage. Im Bereich der griechischen Mythologie veröffentlichte er eine Neubearbeitung von Heinrich Wilhelm Stolls Standardwerk Die Götter des klassischen Altertums (8. Auflage, 1907) sowie mehrere Artikel in Paulys Realenzyklopädie des klassischen Altertums (RE) und Wilhelm Heinrich Roschers Ausführlichem Lexikon der griechischen und römischen Mythologie.

## Schriften (Auswahl)
- De choriambicis Graecorum poetarum versibus. Leipzig 1896 (Dissertation)
- Römische Kultur im Bilde. Leipzig 1910, 4. Aufl. 1922
- mit Eduard Stemplinger: Deutschtum und Antike in ihrer Verknüpfung. Ein Überblick. Leipzig/Berlin 1920
- Griechische Kultur im Bilde. Leipzig 1922
- mit Johannes Hunger: Altorientalische Kultur im Bilde. Leipzig 1923
- mit Ernst Bux und Wilhelm Schöne: Wörterbuch der Antike mit Berücksichtigung ihres Fortwirkens. Leipzig 1933. 2. Auflage 1936. 3., durchgesehene und ergänzte Auflage Stuttgart 1950. 4., durchgesehene und ergänzte Auflage 1956. 5. Auflage 1959. 6., völlig neu bearbeitete Auflage 1963. 7., durchgesehene und ergänzte Auflage, fortgeführt von Paul Kroh, 1966. 8., verbesserte und ergänzte Auflage 1976. 9., durchgesehene und ergänzte Auflage 1989. 10., durchgesehene und ergänzte Auflage 1995

Herausgeberschaft
- Heinrich Wilhelm Stoll: Die Götter des klassischen Altertums. Populäre Mythologie der Griechen und Römer. 8., umgearbeitete Aufl. Leipzig 1907